# Дискография Мэйси Грэй
Дискография американской певицы и композитора Мэйси Грэй насчитывает девять студийных альбомов, один концертный альбом, три сборника, 27 синглов, семь промозаписей и 21 музыкальных видеоклипов.
Грэй обладает характерным приглушённым, надтреснутым голосом, манера исполнения сформировалась под влиянием Билли Холидей. Певица получила пять номинаций на премию Грэмми. В 2001 году становится лауреатом данной награды. Грэй также снялась в камео в ряде фильмов, включая «Тренировочный день», «Человек-паук», «Очень страшное кино 3» и «Песни о любви»

## Альбомы

### Студийные альбомы
| Название                                                                   | Детали альбома                                                                                        | Максимальная позиция | Максимальная позиция | Максимальная позиция | Максимальная позиция | Максимальная позиция | Максимальная позиция | Максимальная позиция | Максимальная позиция | Максимальная позиция | Максимальная позиция | Продажи                                | Сертификации |
| Название                                                                   | Детали альбома                                                                                        | US                   | AUS                  | CAN                  | FRA                  | GER                  | IRE                  | NL                   | NZ                   | SWI                  | UK                   | Продажи                                | Сертификации |
| -------------------------------------------------------------------------- | --- | -------------------- | -------------------- | -------------------- | -------------------- | -------------------- | -------------------- | -------------------- | -------------------- | -------------------- | -------------------- | -------------------------------------- | --- |
| On How Life Is                                                             | - Релиз: 1 июля 1999 года - Лейбл: Epic - Формат: CD, LP, компакт-кассета, цифровое скачивание музыки | 4                    | 1                    | 2                    | 24                   | 19                   | 4                    | 28                   | 1                    | 6                    | 3                    | - В мире: 7 000 000 - В США: 3 200 000 | - RIAA: 3× Платиновый - ARIA: 4× Платиновый - BPI: 3× Платиновый - BVMI: Золотой - IFPI SWI: Платиновый - MC: 3× Платиновый - NVPI: Золотой - RMNZ: 4× Платиновый - SNEP: Золотой |
| The Id                                                                     | - Релиз: 17 сентября 2001 года - Лейбл: Epic - Формат: CD, LP, компакт-кассета, цифровое скачивание   | 11                   | 3                    | 6                    | 25                   | 10                   | 7                    | 13                   | 7                    | 4                    | 1                    | - В США: 593 000                       | - RIAA: Золотой - ARIA: Золотой - BPI: Золотой - IFPI SWI: Золотой - MC: Платиновый - RMNZ: Золотой                                                                               |
| The Trouble with Being Myself                                              | - Релиз: 28 апреля 2003 года - Лейбл: Epic - Формат: CD, LP, цифровое скачивание                      | 44                   | 23                   | —                    | 61                   | 46                   | 40                   | 18                   | 41                   | 10                   | 17                   | - В США: 134 000                       | - BPI: Серебряныйr - ARIA: Золотой |
| Big                                                                        | - Релиз: 21 марта 2007 года - Лейбл: will.i.am, Geffen - Формат: CD, цифровое скачивание              | 39                   | —                    | —                    | 149                  | —                    | —                    | 56                   | —                    | 38                   | 62                   |                                        | |
| The Sellout                                                                | - Релиз: 21 июня 2010 года - Лейбл: Concord - Формат: CD, цифровое скачивание                         | 38                   | —                    | —                    | 62                   | —                    | —                    | 76                   | —                    | 28                   | 128                  | - В США: 37 000                        | |
| Covered                                                                    | - Релиз: 21 марта 2012 года - Лейбл: 429 - Формат: CD, цифровое скачивание                            | —                    | —                    | —                    | —                    | —                    | —                    | —                    | —                    | —                    | —                    |                                        | |
| Talking Book                                                               | - Релиз: 29 октября 2012 года - Лейбл: 429 - Формат: CD, цифровое скачивание                          | —                    | —                    | —                    | —                    | —                    | —                    | —                    | —                    | —                    | —                    |                                        | |
| The Way                                                                    | - Релиз: 6 октября 2014 года - Лейбл: Kobalt - Формат: CD, цифровое скачивание                        | —                    | —                    | —                    | —                    | —                    | —                    | —                    | —                    | —                    | —                    |                                        | |
| Stripped                                                                   | - Релиз: 9 сентября 2016 года - Лейбл: Chesky - Формат: CD, цифровое скачивание                       | —                    | —                    | —                    | —                    | —                    | —                    | —                    | —                    | —                    | —                    |                                        | |
| Знак «—» означает, что альбом не попал в чарт или не был выпущен в стране. | |                      |                      |                      |                      |                      |                      |                      |                      |                      |                      |                                        | |

### Сборники
| Название                                                                   | Детали альбома                                                                         | Максимальная позиция | Максимальная позиция | Максимальная позиция |
| Название                                                                   | Детали альбома                                                                         | NL                   | SWI                  | UK                   |
| -------------------------------------------------------------------------- | -------------------------------------------------------------------------------------- | -------------------- | -------------------- | -------------------- |
| The Very Best of Macy Gray                                                 | - Релиз: 30 августа 2004 года - Лейбл: Epic - Формат: CD, цифровое скачивание          | 50                   | 84                   | 36                   |
| I Try: The Macy Gray Collection                                            | - Релиз: 6 октября 2008 года - Лейбл: Sony BMG - Формат: CD, цифровое скачивание       | —                    | —                    | —                    |
| Original Album Classics                                                    | - Релиз: 9 января 2012 года - Лейбл: Legacy, Epic - Формат: 3× CD, цифровое скачивание | —                    | —                    | —                    |
| Знак «—» означает, что альбом не попал в чарт или не был выпущен в стране. |                                                                                        |                      |                      |                      |

### Концертные альбомы
| Название          | Детали альбома                                                          |
| ----------------- | ----------------------------------------------------------------------- |
| Live in Las Vegas | - Релиз: 30 августа 2005 года - Лейбл: NuTech Digital - Формат: CD, DVD |

## Синглы
| Название                                                                    | Год  | Максимальная позиция | Максимальная позиция | Максимальная позиция | Максимальная позиция | Максимальная позиция | Максимальная позиция | Максимальная позиция | Максимальная позиция | Максимальная позиция | Максимальная позиция | Сертификации                         | Альбом                                              |
| Название                                                                    | Год  | US                   | AUS                  | CAN                  | FRA                  | GER                  | IRE                  | NL                   | NZ                   | SWI                  | UK                   | Сертификации                         | Альбом                                              |
| --------------------------------------------------------------------------- | ---- | -------------------- | -------------------- | -------------------- | -------------------- | -------------------- | -------------------- | -------------------- | -------------------- | -------------------- | -------------------- | ------------------------------------ | --------------------------------------------------- |
| «Do Something»                                                              | 1999 | —                    | 103                  | —                    | —                    | —                    | —                    | 75                   | 32                   | —                    | 51                   |                                      | On How Life Is                                      |
| «I Try»                                                                     | 1999 | 5                    | 1                    | 19                   | 29                   | 16                   | 1                    | 60                   | 1                    | 13                   | 6                    | - ARIA: Платиновый - BPI: Платиновый | On How Life Is                                      |
| «Still»                                                                     | 2000 | —                    | 21                   | —                    | —                    | 92                   | 30                   | 90                   | 8                    | —                    | 18                   | - ARIA: Золотой                      | On How Life Is                                      |
| «Why Didn’t You Call Me»                                                    | 2000 | —                    | 146                  | —                    | —                    | —                    | —                    | —                    | 35                   | —                    | 38                   |                                      | On How Life Is                                      |
| «Sweet Baby» (совместно с Эрикой Баду)                                      | 2001 | —                    | 39                   | 16                   | —                    | —                    | 43                   | 80                   | 12                   | 36                   | 23                   |                                      | The Id                                              |
| «Sexual Revolution»                                                         | 2001 | —                    | 68                   | —                    | —                    | —                    | 50                   | 89                   | —                    | 91                   | 45                   |                                      | The Id                                              |
| «When I See You»                                                            | 2003 | —                    | 34                   | —                    | —                    | —                    | —                    | 66                   | —                    | —                    | 26                   |                                      | The Trouble with Being Myself                       |
| «Oh Yeah» (совместно с Кезья Джонс)                                         | 2004 | —                    | —                    | —                    | —                    | —                    | —                    | —                    | —                    | —                    | —                    |                                      | Unity: The Official Athens 2004 Olympic Games Album |
| «Love Is Gonna Get You»                                                     | 2004 | —                    | —                    | —                    | —                    | —                    | —                    | 95                   | —                    | —                    | —                    |                                      | The Very Best of Macy Gray                          |
| «Finally Made Me Happy» (совместно с Натали Коул)                           | 2007 | —                    | —                    | —                    | —                    | —                    | —                    | —                    | —                    | —                    | —                    |                                      | Big                                                 |
| «Shoo Be Doo»                                                               | 2007 | —                    | —                    | —                    | —                    | —                    | —                    | —                    | —                    | —                    | —                    |                                      | Big                                                 |
| «What I Gotta Do»                                                           | 2007 | —                    | —                    | —                    | —                    | —                    | —                    | —                    | —                    | —                    | —                    |                                      | Big                                                 |
| «Beauty in the World»                                                       | 2010 | —                    | —                    | —                    | —                    | —                    | —                    | 52                   | —                    | —                    | —                    |                                      | The Sellout                                         |
| «Kissed It» (с участием Velvet Revolver)                                    | 2010 | —                    | —                    | —                    | —                    | —                    | —                    | —                    | —                    | —                    | —                    |                                      | The Sellout                                         |
| «Lately»                                                                    | 2010 | —                    | —                    | —                    | —                    | —                    | —                    | —                    | —                    | —                    | —                    |                                      | The Sellout                                         |
| «Sail»                                                                      | 2012 | —                    | —                    | —                    | —                    | —                    | —                    | —                    | —                    | —                    | —                    |                                      | Covered                                             |
| «Creep» (акустическая версия)                                               | 2012 | —                    | —                    | —                    | 153                  | —                    | —                    | —                    | —                    | —                    | —                    |                                      | Covered                                             |
| «Stoned»                                                                    | 2014 | —                    | —                    | —                    | —                    | —                    | —                    | —                    | —                    | —                    | —                    |                                      | The Way                                             |
| «Bang Bang»                                                                 | 2014 | —                    | —                    | —                    | —                    | —                    | —                    | —                    | —                    | —                    | —                    |                                      | The Way                                             |
| «Hands»                                                                     | 2014 | —                    | —                    | —                    | —                    | —                    | —                    | —                    | —                    | —                    | —                    |                                      | The Way                                             |
| Знак «—» означает, что альбом не попал в чарт или не был выпущен в стране.. |      |                      |                      |                      |                      |                      |                      |                      |                      |                      |                      |                                      |                                                     |

### Другие синглы
| Название                                                                             | Год  | Максимальная позиция | Максимальная позиция | Максимальная позиция | Максимальная позиция | Максимальная позиция | Максимальная позиция | Максимальная позиция | Максимальная позиция | Альбом                                           |
| Название                                                                             | Год  | US                   | US R&B               | AUS                  | GER                  | IRE                  | NL                   | NZ                   | UK                   | Альбом                                           |
| ------------------------------------------------------------------------------------ | ---- | -------------------- | -------------------- | -------------------- | -------------------- | -------------------- | -------------------- | -------------------- | -------------------- | ------------------------------------------------ |
| «Demons» (Fatboy Slim с участием Мэйси Грэй)                                         | 2001 | —                    | —                    | 78                   | —                    | 43                   | 78                   | —                    | 16                   | Halfway Between the Gutter and the Stars         |
| «Geto Heaven Remix T.S.O.I. (The Sound of Illadelph)» (Common с участием Мэйси Грэй) | 2001 | —                    | 61                   | —                    | —                    | —                    | —                    | —                    | 48                   | Like Water for Chocolate (альтернативная версия) |
| «Request + Line» (The Black Eyed Peas с участием Мэйси Грэй)                         | 2001 | 63                   | 51                   | 21                   | 85                   | 45                   | 86                   | 10                   | 31                   | Bridging the Gap                                 |
| «Can’t Hold Back» (Каз Джеймс с участием Мэйси Грэй)                                 | 2009 | —                    | —                    | 42                   | —                    | —                    | —                    | —                    | —                    | If They Knew                                     |
| «Electrolytes» (N.O.R.E. с участием Мэйси Грэй и DMX)                                | 2011 | —                    | —                    | —                    | —                    | —                    | —                    | —                    | —                    | Scared Money                                     |
| «No War» (DJ Bizzy с участием Tru Wordz, Thurz, Мэйси Грэй и Murs)                   | 2013 | —                    | —                    | —                    | —                    | —                    | —                    | —                    | —                    | Сингл не входит в альбом                         |
| «SuperHero» (Steven Lee vs. Goldie с участием Мэйси Грэй)                            | 2015 | —                    | —                    | —                    | —                    | —                    | —                    | —                    | —                    | TeamWork                                         |
| Знак «—» означает, что альбом не попал в чарт или не был выпущен в стране.           |      |                      |                      |                      |                      |                      |                      |                      |                      |                                                  |